# Versailles 1685
Versailles 1685 is een videospel dat werd ontwikkeld door Cryo Interactive Entertainment en uitgegeven door Canal+Multimédia, Réunion des Musées Nationaux. Het spel kwam in 1996 uit voor Microsoft Windows. Later volgde ook andere platforms, zoals Sony PlayStation. De speler speelt een bewaker van het hof van Louis XIV. De speler moet de vernietiging van Versailles door een persoon te zoeken, die een bom wil activeren. Door te praten met personages krijgt de speler aanwijzingen. Het spel maakt gebruik van de techniek OMNI 3D waardoor het mogelijk is om 360 graden in de rondte te kijken.

## Platforms
| Jaar | Platform       |
| ---- | -------------- |
| 1996 | Windows        |
| 1997 | DOS, Macintosh |
| 1998 | PlayStation    |

## Ontvangst
| Beoordeeld door                | Platform    | Datum            | Score |
| ------------------------------ | ----------- | ---------------- | ----- |
| Tap-Repeatedly/Four Fat Chicks | Windows     | september 2002   | 100%  |
| Entertainment Weekly           | Windows     | 11 juli 1997     | 100%  |
| Consoles Plus                  | PlayStation | december 1997    | 82%   |
| Absolute Playstation           | PlayStation | augustus 1998    | 77%   |
| Adventure Gamers               | Windows     | 19 mei 2002      | 70%   |
| Quandary                       | Windows     | september 1997   | 70%   |
| GameBoomers                    | Windows     | 2002             | 70%   |
| GameSpot                       | Windows     | 19 augustus 1997 | 66%   |
| Adrenaline Vault, The (AVault) | Windows     | 11 juni 1997     | 60%   |
| Computer Gaming World (CGW)    | DOS         | november 1997    | 50%   |